# Ольбежовиці
Ольбежовиці (пол. Olbierzowice) — село в Польщі, у гміні Клімонтув Сандомирського повіту Свентокшиського воєводства.
Населення — 161 особа (2011).
У 1975-1998 роках село належало до Тарнобжезького воєводства.

## Демографія
Демографічна структура на день 31 березня 2011 року:
|          | Загалом | Допрацездатний вік | Працездатний вік | Постпрацездатний вік |
| -------- | ------- | ------------------ | ---------------- | -------------------- |
| Чоловіки | 71      | 11                 | 52               | 8                    |
| Жінки    | 90      | 19                 | 51               | 20                   |
| Разом    | 161     | 30                 | 103              | 28                   |